# Büllingen
Büllingen (tiếng Pháp: Bullange) là một largely tiếng Đức-speaking đô thị tọa lạc ở Belgian province of Liège. Tại thời điểm ngày 1 tháng 1 năm 2006, Büllingen có tổng dân số 5.385 người. Tổng diện tích là 150,49 km² với mật độ dân số 36 người trên mỗi km². Từ năm 1977, Büllingen gồm 27 làng:
- Büllingen, Mürringen, Hünningen, Honsfeld
- Rocherath, Krinkelt, Wirtzfeld
- Manderfeld, Afst, Allmuthen, Berterath, Buchholz, Hasenvenn, Hergersberg, Holzheim, Hüllscheid, Igelmonder Hof, Igelmondermühle, Kehr, Krewinkel, Lanzerath, Losheimergraben, Merlscheid, Weckerath, Andlermühle, Eimerscheid, Medendorf